# Панцифрове число
Панцифрове число — ціле число, для якого в заданій основі серед значимих цифр зустрічається кожна цифра цієї основи хоча б раз. Наприклад 1 223 334 444 555 567 890 — панцифрове число з основою 10. Декілька перших панцифрових десяткових чисел:
1 023 456 789, 1 023 456 798, 1 023 456 879, 1 023 456 897, 1 023 456 978, 1 023 456 987, 1 023 457 689
Найменше панцифрове число при заданій основі b в десятковому записі можна отримати формулою:
{\displaystyle b^{b-1}+\sum _{k=2}^{b-1}kb^{b-1-k}}
Далі наведено кілька найменших панцифрових чисел для певних основ:
| Основа           | Найменше панцифрове                  | Десяткове значення                                                        |
| ---------------- | ------------------------------------ | ------------------------------------------------------------------------- |
| 1                | 1                                    | 1                                                                         |
| 2                | 10                                   | 2                                                                         |
| 3                | 102                                  | 11                                                                        |
| 4                | 1 023                                | 75                                                                        |
| 8                | 10234567                             | 2 177 399                                                                 |
| 10               | 1 023 456 789                        | 1 023 456 789                                                             |
| 12               | 1023456789AB                         | 754 777 787 027                                                           |
| 16               | 1023456789ABCDEF                     | 1 162 849 439 785 405 935                                                 |
| 36               | 1023456789ABCDEFGHIJKLMNOPQRSTUVWXYZ | 2 959 962 226 643 665 039 859 858 867 133 882 191 922 999 717 199 870 715 |
| Римське числення | MCDXLIV                              | 1 444                                                                     |

В тривіальному сенсі, усі додатні цілі числа з основою 1 є панцифровими. В бінарному записі усі цілі числа панцифрові окрім 0 і чисел Мерсенна — {\displaystyle 2^{n}-1}. Чим більша основа, тим рідше зустрічаються панцифрові числа, хоча завжди можна знайти послідовність записавши всі цифри основи (не ставлячи нуль на перше місце), і додати певну кількість нулів до кінця числа.
І навпаки, чим менша основа, тим менше існує панцифрових чисел з неповторними цифрами. Єдине таке число для основи 2 це 2, але їх більше для основи 10.
В деяких випадках термін використовують для позначення тільки чисел з неповторними цифрами. Іноді число називають панцифровим навіть якщо воно не має нуля як значимої цифри, наприклад, 923 456 781.
Панцифрове число з основою 10 не може бути простим якщо воно не містить повторних цифр. Сума від 0 до 9 дорівнює 45, що задовільняє ознаку подільності для 3 і 9. Перше просте панцифрове число з основою 10 це 10 123 457 689.
Повторні цифри також мають бути присутні якщо панцифрове число є паліндромним (в усіх базах окрім унарної). Найменше панцифрове паліндромне число в базі 10 є 1 023 456 789 876 543 201.
Найбільше панцифрове число без повторних чисел яке також є квадратом рівне 9 814 072 356.
Два панцифрових числа Фрідмана без нуля є 123 456 789 = ((86 + 2 × 7)5 — 91) / 34, і 987 654 321 = (8 × (97 + 6/2)5 + 1) / 34.
Хоча більшість сказаного не розповсюджується на римське числення, панцифрові числа наявні і в ньому: MCDXLIV, MCDXLVI, MCDLXIV, MCDLXVI, MDCXLIV, MDCXLVI, MDCLXIV, MDCLXVI.
Панцифрові числа використовуються у фантастиці і рекламі. Номер соціального страхування 987-65-4321 — зарезервоване панцифрове число для використання в рекламі. Деякі компанії використовують панцифрові числа з повторними цифрами для кредитних карток що використовуються для прикладу (інші використовують рядок нулів).

## Приклади панцифрових чисел з основою 10
- 123 456 789 — перше панцифрове число без нуля.
- 3 816 547 290 — єдине панцифрове число в якому перші n цифр діляться на n.
- 9 876 543 210 — Найбільше панцифрове число без повторюваних цифр.
- 1 023 456 789 — Перше панцифрове число.
- 9 814 072 356 — Найбільший панцифровий квадрат без повторних цифр (квадрат 99 066).
- 12 345 678 987 654 321 — Панцифрове число з усіма цифрами окрім нуля в зростаючому і спадаючому порядку. Квадрат 111 111 111. Також є паліндромом.